# أنت فلايشر
أنّت فلايشر (بالألمانية: Annett Fleischer)‏ هي مقدمة تلفزيونية وممثلة ألمانية (وحملت سابقاً جنسية ألمانيا الشرقية)، ولدت في 21 يونيو 1979 في برلين في ألمانيا.

## وصلات خارجية
- الموقع الرسمي
- أنت فليشر على موقع IMDb (الإنجليزية)
- أنت فليشر على موقع قاعدة بيانات الفيلم (الإنجليزية)
- أنت فليشر على موقع كينوبويسك (الروسية)